# Петко
Петко е българско мъжко име.

## Произход
Името Петко произхожда от „петък“, в смисъл на подготовка за празника, аналог на българските имена „Параскев“ или „Параскева“ от гръцкото „Παρασκευή“.
Света Петка Българска е светицата – патрон на името. Празникът, Петковден, се отбелязва на 14 октомври.

## Варианти
Името се среща в няколко варианта. Параскева и нейните производни празнуват или на 14 октомври (Петковден), или на 26 юли.
- Параскев, Параскева, Парашкев, Парашкева;
- Петка, Петкан, Петкана;
- Пеньо, Пенчо, Пенко, Пенка;[a]
- Петьо.[a]

## Разпространение
Името е разпространено в цяла България, но също и в съседните страни – Гърция, Северна Македония, Сърбия, Словения, Словакия и др. Макар че като цяло името не е измежду най-често срещаните (каквито са Иван, Димитър или Георги), в някои райони има доста голяма концентрация на Петковци – например в Ботевградския Балкан има селца и махали, където всеки втори мъж се казва Петко.
В България името е с леко архаично звучене. В миналото е било много по-разпространено. И все пак мъжкото име Петко е много по-срещано отколкото първоизточника и женски вариант Петка.
Някои от по-известните българи, които се казват Петко:
- Капитан Петко войвода – хайдутин
- Петко Йотов – офицер и директор на Националния военноисторически музей
- Петко Каравелов – възрожденец и[политик
- Петко Момчилов – архитект
- Петко Петков – няколко души с това име:
  - Петко Д. Петков – политик от БЗНС
  - Петко Петков – музикант, създател на група „Трамвай №5“ (още известен и като Петко Петицата или Петко Трамвая)
- Петко Славейков – поет, публицист, общественик и фолклорист
- Петко Стайнов – композитор
- Петко Тодоров – писател

## Селища
В България има няколко села, свързани с Петко:
- Капитан Петко в община Венец, област Шумен

- Петко Славейков в община Севлиево, област Габрово

- Петково в община Смолян
- Петково в община Елин Пелин, Софийска област

- Петковци в община Елена, област Велико Търново
- Петковци в община Дряново, област Габрово

На Балканския полуостров има и няколко селища с името Света Петка:
- Света Петка в община Велинград, област Пазарджик, България
- Света Петка в Пчински окръг, община Буяновац, Сърбия
- Света Петка в община Сопище, Северна Македония
- Света Петка[b] в дем Лерин, Гърция
- Света Петка[b] в дем Кукуш, Гърция
- Света Петка – бивше село на територията на дем Костур, Гърция

## Интересни факти
Петко е едно от малкото имена, които са едновременно в звателна и умалителна форма. Името е в звателната си форма, което означава, че при обръщение е непроменяемо (за разлика примерно от Иван – Иване). Името е и в умалителна или галена форма и също не се променя (за разлика от Димитър – Митко).
В българския фолклор има няколко поговорки, свързани с това име:
- Петима Петко не чакат.
- Барабар Петко с мъжете.
- Сърдитко Петко – празна му торбата.
- Плаче за нероден Петко.
- Благодарение на числото пет, което е част от името, съществуват и няколко каламбура:
  - Пет колиби цяло село. (Петко либи цяло село.)
  - Пет кошари из гората. (Петко шари из гората.)
  - Пет комина. (Петко мина.)

Героят на Даниел Дефо от романа „Робинзон Крузо“ се казва Friday („петък“ – заради деня, в който Робинзон го спасява) и е преведен като „Петкан“, както и героят на Мишел Турние, Vendredi (също петък), в „Петкан или чистилището на Пасифика“ и адаптацията за деца „Петкан или дивият живот“. В сръбските преводи героят се казва Петко.